# Киселевский, Вацлав
Ва́цлав Киселе́вский (пол. Wacław Kisielewski; 1943—1986) — польский пианист, один из основателей и участников инструментального дуэта «Марек и Вацек».

## Биография
Родился 12 февраля 1943 года в оккупированной Германией Варшаве. Сын польского композитора Стефана Киселевского.
Музыкальное образование получил в Варшавской музыкальной академии в классе профессора Збигнева Джевецкого. Во время учёбы Вацлав познакомился с Мареком Томашевским. Вместе с ним они основали фортепианный дуэт, который назвали по своим именам — «Марек и Вацек». Их дебют состоялся 8 марта 1963 года на польском телевидении.
После окончания академии в 1967 году выступал совместно с М. Томашевским на концертах Эвы Демарчик, Виолетты Виллас, Анны Герман, а также Марлен Дитрих в ходе её гастролей по Польше.
В последующем Вацлав Киселевский гастролировал вместе со своим напарником по США, Канаде, выступал в парижском зале «Олимпия». В 1967 году их дуэт получил премию Гран-при на варьете-фестивале «Золотой горностай» в Ренне.
Успешным в творчестве оказался 1973 год, когда дуэт дал множество концертов по всей Европе, включая Скандинавские страны.
С середины 1970-х годов, когда Марек Томашевский стал постоянно проживать во Франции,  музыканты встречались то в Париже, то в Варшаве, где и работали над программой своих выступлений.
9 июля 1986 года Вацлав Киселевский попал в автомобильную катастрофу в Вышкуве (Остроленское воеводство). Автомобиль Saab, которым управлял его знакомый, находившийся в нетрезвом состоянии, двигался по шоссе со скоростью 120 км/ч. На повороте машина перевернулась, в результате чего музыкант получил перелом основания черепа, ушиб головного мозга и другие травмы. Тяжёлое состояние позволило его госпитализировать только в ближайшую больницу в Вышкуве. 12 июля, так и не придя в сознание, Вацлав Киселевский скончался.
17 июля состоялось отпевание музыканта в церкви Святого Креста в городе Пясечно, оттуда он был доставлен в Варшаву, на кладбище Старые Повонзки.

## Дискография
- MAREK & VACEK (1966)
- Favorite Melodies;  PRONIT (1967)
- Ballades pour deux pianos; BARCLAY (1968)
- Piano firework, Marek Tomaszewski;  Wacław Kisielewski, Hamburg : Polydor, 1969. OCLC 56828999
- Classicai & Pop Pianos; POLYDOR (1970)
- Star Gala ; POLYDOR (1971)
- Piano in Gold; POLYDOR (1972)
- Concert Hits; EMI – ELECTROLA (1973)
- Concerts Hits 2; EMI – ELECTROLA (1976)
- Spectrum; EMI – ELECTROLA (1977)
- Wiener Walzer; EMI – ELECTROLA (1978)
- Das Program; POLYDOR (1979)
- Mondscheinsonate; POLYDOR (1979)
- Marek & Vacek live; POLYDOR (1983)
- Marek & Vacek '84, Marek Tomaszewski;  Wacław Kisielewski, Germany : Intercord, 1984. OCLC 44635323
- Romantische Flügel; POLYDOR (1984)
- Marek & Vacek ’84 ; INTERCORD (1984)
- Marek & Vacek Welterfolge; INTERCORD (1985)
- die marek & vacek story;  PRISMA (1986)
- Marek & Wacek play favourite melodies, Marek Tomaszewski;  Wacław Kisielewski, Poland : Polskie Nagrania Muza, 1994. OCLC 50008036
- Live Marek & Vacek, Marek Tomaszewski;  Wacław Kisielewski, Poland : Niepokonani, 2001. OCLC 50008097